# Walter Gautschi
Walter Gautschi (* 11. Dezember 1927 in Basel) ist ein Schweizer Mathematiker, der vornehmlich auf dem Gebiet der Numerik tätig ist. Er veröffentlichte vier Fachbücher und über 200 Artikel auf diesem Gebiet. Walter Gautschi ist emeritierter Professor für Mathematik und Informatik an der Purdue University.
Gautschi studierte an der Universität Basel und promovierte 1953 unter Alexander Ostrowski und Andreas Speiser mit der Arbeit Analyse graphischer Integrationsmethoden. Gautschi war 1954 „Research Fellow“ am Istituto per le Applicazioni del Calcolo in Rom und 1955 am Harvard Computation Laboratory. Seine Forschungsaufenthalte führten in den Jahren 1956 bis 1959 an das National Institute of Standards and Technology, die American University sowie von 1959 bis 1963 an das Oak Ridge National Laboratory. Von 1963 bis 2000 lehrte er an der Purdue University. Im Rahmen des Fulbright-Austauschprogramms besuchte er 1970 die Technische Universität München und verbrachte 1976 ein Freijahr an der University of Wisconsin–Madison. In den Jahren 1996–2001 konsultierte er am Argonne National Laboratory und war zeitweise auch Gast-Professor an der Wright-Patterson Air Force Base sowie an der ETH Zürich, an der Universität Padua, und an der Universität Basel.
Gautschis mathematische Beiträge liegen in der konstruktiven Approximationstheorie und der Untersuchung spezieller Funktionen. Gautschi ist verheiratet, hat vier Kinder und ist US-amerikanischer Staatsbürger. Er ist Mitglied der Bayerischen Akademie der Wissenschaften und der Accademia delle Scienze di Torino.
Gautschi hatte einen Zwillingsbruder, Werner, der ebenfalls seine Leidenschaft für Mathematik teilte und 1952 bei Alexander Ostrowski promovierte. Er verstarb unerwartet am 3. Oktober 1959 an einem Herzanfall.